# Jamal Al-Qabendi
Jamal Yaqoub Al-Qabendi (7 de abril de 1959 – 2021) foi um futebolista profissional kuwaitiano que atuou como defensor.

## Carreira
Al-Qabendi jogou no Kazma, com o qual conquistou duas Copas do Emir do Kuwait (1982 e 1984) e dois campeonatos nacionais em 1986 e 1987.
Atuou pela Seleção Kuwaitiana, com a qual venceu a Copa da Ásia de 1980, além de participar dos Jogos Olímpicos de 1980 e da Copa do Mundo de 1982.

## Morte
A morte do Al-Qabendi foi divulgada em 13 de abril de 2021.